# Smolenskijbron
Smolenskijbron (ryska: Смоленский метромост, Smolenskij metromost, Smolenskij-tunnelbanebron) är en tunnelbanebro över Moskvafloden i centrala Moskva i Ryssland. Bron är den första som byggdes för Moskvas tunnelbana, och är fortfarande den enda bro som används uteslutande för tunnelbanetåg, alla andra tunnelbanebroar är kombinerade broar där även bilväg finns.
Bron har två tunnelbanespår och är en bågbro i stål, med ett 150 meter långt spann över floden. Över land har bron ytterligare fem spann, spåren fortsätter på betongbalkar över vallar, så bron har totalt sex spann: 19,225 + 20,5 + 19,225 + 150,0 + 19,225 + 19,225 meter. 